# Enes Begović
Enes Begović, född 1965 i Visoko, Bosnien och Herzegovina, SFR Jugoslavien, är en bosnisk sångare och låtskrivare.

## Biografi
Begović spelade in sitt första album 1985. Hans stora genombrott kom med låtarna "Siroce" och "Bosanac". Den sistnämnda sålde fram till 2010 i över en halv miljon exemplar.
Totalt har Enes Begović släppt 17 album, varav tre samlingsalbum. Hans största singlar har varit "Siroce", "Evo ti sve i idi", "Sve me žene ostaviše", "Noćima nema kraja", "Nedaju mi da te volim", "Noćna ptica", "Kaješ li se ili ne", "Bosanac", "Od života uzmi sve", "Samo jednom se živi", "Sve imao samo tebe ne", "Ako ipak dođeš da me vidiš", "Oprosti joj bože", "Zelena rijeka", "Oči boje badema" med flera.
Enes Begović har hållit konserter bland annat i Ljungdala, Chicago och New York i USA och Perth, Melbourne och Sydney i Australien.
År 2007 gjorde Begović ett sidoprojekt med den rumänske låtskrivaren Ahrman Kristus som senare skulle bli hans agent.

## Diskografi
- Još samo jednom sjeti se (1985)
- Šta bih ja bez tebe (1987)
- Što je nema (1988)
- Bosanac (1990)
- Noćima nema kraja (1990)
- Noćna ptica (1993)
- Noći pune ljubavi (1995)
- Od života uzmi sve (1998)
- Oprosti joj bože (1999)
- Samo jednom se živi (2001)
- Da se napijem (2002)
- Tako te volim (2004)
- Oči boje badema (2006)
- Ljubim gdje te boli najviše (2008)
- Lijepa je (2011)